# Ricardo Nieto
Ricardo Nieto Calle (* 20. Oktober 1878 in Palmira; † 22. August 1952 in Cali) war ein kolumbianischer Rechtsanwalt, Politiker und Lyriker.

## Leben
Nieto studierte Jura an der Universidad del Cauca in Popayán. Er zog nach Bogotá, wo er einen Sitz im Repräsentantenhaus innehatte. Die meiste Zeit seines Lebens verbrachte er jedoch in Cali. Er wirkte dort als Notar, Lehrer am Colegio de Santa Librada und Mitglied des Stadtrates.
Der Literaturkritik zufolge gilt Nieto als letzter Vertreter der romantischen Schule in Kolumbien. Seine Gedichte erschienen in den Bänden Cantos de la Noche und La Oración del Rocío. Seiner Geburtsstadt widmete er das Poem Canto a Palmira. Der Verlag Carvajal & Cia. in Cali veröffentlichte 1955 seine Obra Poética.

## Lyrische Rezeption
- Luis María Mora: Epístola a Ricardo Nieto. Gedicht. In: Revista del Colegio Mayor de Nuestra Señora del Rosario. Band 24, Nr. 237, 1929, ISSN 0120-3975, S. 385–388, doi:10.48713/10336_33343 (spanisch).